# Çardak, Ulubey
Çardak là một xã thuộc huyện Ulubey, tỉnh Uşak, Thổ Nhĩ Kỳ. Dân số thời điểm năm 2010 là 178 người.